# Хума (област Разград)
Вижте пояснителната страница за други значения на Хума.
Хума е село в Североизточна България. То се намира в община Самуил, област Разград.

## Културни и природни забележителности
Старобългарска крепост до с. Хума. Крепостта е разположена върху възвишение до самото село. Има форма на неправилен петоъгълник с площ 30 декара. Укрепителната ѝ система се състои от основна крепостна стена, изградена от ломени камъни, споени с глина, пред която е бил прокопан ров, предхождан от по-малка, външна стена. На отделни места по протежение на крепостната стена са били издигнати плътни кули. Вътрешността на крепостта е била заета от жилища – полуземлянки, отнасящи се към X в. (възможно и към части от IX и XI в). Предполага се, че крепостта е била изградена за защита на местното българско население след опустошителното унгарско нашествие от края на IX в.1